# Robert Aulotte
Robert Aulotte (ur. 15 kwietnia 1920, zm. 24 listopada 2001) – francuski historyk, literaturoznawca i profesor Uniwersytetu Paryż IV w Sorbonie. Otrzymał tytuł doktora honoris causa i medal w służbie społeczeństwa i nauki od Uniwersytetu Łódzkiego.